# Trachylepis brauni
Espèce
Synonymes
- Mabuya brauni Tornier, 1902
- Mabuya hildae Loveridge, 1953
- Trachylepis hildae (Loveridge, 1953)

Trachylepis brauni est une espèce de sauriens de la famille des Scincidae.

## Répartition
Cette espèce se rencontre en Tanzanie et au Malawi.

## Étymologie
Cette espèce est nommée en l'honneur de Rudolf H. Braun.

## Publications originales
- Loveridge, 1953 : Zoological Results of a fifth expedition to East Africa. III. Reptiles from Nyasaland and Tete. Bulletin of the Museum of Comparative Zoology at Harvard College, vol. 110, no 3, p. 142-322 (texte intégral).
- Tornier, 1902 : Herpetologisch Neues aus Deutsch-Ostafrika. Zoologische Jahrbuecher Abteilung fuer Systematik Oekologie und Geographie der Tiere, vol. 15, p. 578-590 (texte intégral).